# ضفدع قدم المجرفة المغربي
ضفدع قدم المجرفة المغربي أو الضفدع الساطع أو الضفدع المغربي ذو قدم المجرفة هو نوع من الضفادع في عائلة الضفادع الأوروبية، فهو مستوطن في الساحل الشمالي الغربي المغرب.

## الوصف
يصل الذكور إلى 65 مـم (2.6 بوصة) والإناث إلى 70 مـم (2.8 بوصة)، والمظهر العام ممتلئ الجسم، طبلة الأذن موجودة ولكنها غير واضحة، لا توجد له غدد نكفية. الظهر غدي ناعم وأملس، اللون رمادي-بني مع علامات داكنة غير منتظمة، ويمكن أن توجد بقع حمراء فوق العينين. الجانب البطني من الجسم أبيض، تحتوي القدمين الخلفيتين على درنات مشطية متضخمة (تستخدم في الحفر) وأصابع مكففة. نداء الإعلان الذكوري يكون بصوت عالٍ وقعقعة قاسية. الضفادع الصغيرة يمكن أن تصل إلى 130 مـم (5.1 بوصة) في الطول.

## الموائل
تعيش هذه الضفادع في الأراضي المنخفضة والتربة الرملية غير المزروعة، على ارتفاعات أقل من 350 م (1,150 قدم). تضع فراخها عادة في المسطحات المؤقتة من المياه الراكدة (برك المطر). الضفادع الصغيرة تتغذى على العوالق والفضلات.